# Резерват Врачански карст
„Резерват Врачански карст“ е български документален филм от 2015 г., продукция на „Биота Филмс“, режисьор е Ива Христова-Николова.
Филмът се фокусира върху биоразнообразието в резерват „Врачански карст“ в Стара планина. Реализиран е по Приоритетна ос 3 на Оперативна програма „Околна среда 2007-2013 г.“ в рамките на проект № DIR-5113325-17-115 „Дейности по устойчиво управление на резерват „Врачански карст“, с бенефициент Регионалната инспекция по околната среда и водите – Враца.
Редактор и преводач е Александър Маринов – Санчо. Научни консултанти са доц. д-р Борис Николов от Институт по биоразнообразие и екосистемни изследвания при БАН, магистър биолог Георги Стоянов от Дружество за защита на хищните птици и гл. ас. д-р Николай Симов от Национален природонаучен музей при БАН.